# Муртыгит
Муртыги́т — посёлок в Тындинском районе Амурской области России. Входит в Тындинский муниципальный округ. Возник при станции Муртыгит Байкало-Амурской магистрали.

## География
Расположен в северо-западной части региона, в 133 км к югу от районного центра, города Тында.
Посёлок стоит на правом берегу реки Малый Ольдой (реки Муртыгит и Салакит образуют Малый Ольдой, левый приток реки Ольдой, бассейн Амура).
Посёлок Муртыгит, в отличие от всего муниципального округа, не приравнен к районам Крайнего Севера.

## История
Решением Амурского областного Совета от 29.08.1984 года железнодорожная станция Муртыгит была передана в состав Березитовского сельского Совета Тындинского района. В связи с резким сокращением численности населения в пос. Березитовый, центр Березитовского сельского Совета был перенесен в Муртыгит, а Березитовский сельский Совет переименован в Муртыгитский сельский Совет.
До января 2021 года посёлок входил в сельское поселение Муртыгитский сельсовет.

## Население
| 2002 | 2010 | 2012 | 2013 | 2014 | 2015 | 2016 | 2017 | 2018 |
| ---- | ---- | ---- | ---- | ---- | ---- | ---- | ---- | ---- |
| 442  | ↘385 | ↘368 | ↘358 | ↘357 | ↗359 | ↘352 | ↘346 | ↘340 |

## Инфраструктура
Станция Муртыгит; с 1997 года восточный участок БАМа относится к Дальневосточной железной дороге.

## Транспорт
Через посёлок проходит Байкало-Амурская магистраль («Малый БАМ», линия Бам — Тында) и автодорога «Лена» (участок Невер — Тында). Автодорога на город Тында идёт через посёлки Беленький и Аносовский.